# مغدان (دير)
مغدان (بالفارسية: مغدان) هي قرية تقع في قسم آبكش الريفي (مقاطعة دير) في إيران. يقدر عدد سكانها بـ 942 نسمة بحسب إحصاء 2016.